# Oreoglanis macropterus
Oreoglanis macropterus is een straalvinnige vissensoort uit de familie van de zuigmeervallen (Sisoridae). De wetenschappelijke naam van de soort is voor het eerst geldig gepubliceerd in 1890 door Vinciguerra.